# Ultima Cena (Pietro Lorenzetti)
L'Ultima Cena è un affresco di Pietro Lorenzetti, facente parte delle Storie della Passione di Cristo nel transetto sinistro della basilica inferiore di San Francesco ad Assisi. Il ciclo è databile al 1310-1319 circa.

## Descrizione e stile
Tra le scene più celebri del ciclo, mostra la scena dell'Ultima Cena in un originale padiglione esagonale, dove gli apostoli sono seduti in circolo attorno a Gesù, entro una prospettiva ribaltata e dilatata. Il fulcro sono Cristo e Giovanni, appoggiato alla sua spalla, che sono stati paragonati a "una perla fra le valve di una conchiglia semiaperta" (Frugoni, p. 260). Ben studiata è la disposizione degli apostoli, così come il digradare delle travi nel soffitto, illuminate dal basso su uno sfondo notturno (si vede un sottilissimo spicchio di luna in alto a sinistra). Lorenzetti fu uno dei primi artisti (forse il primo in assoluto) a richiamare l'attenzione dello spettatore sul variare del tempo atmosferico nello scorerre delle ore. Nella scena seguente, la Cattura di Cristo, la luna è infatti al tramonto, dietro uno sperone roccioso.
A sinistra poi si apre un celebre scorcio di cucina, in cui un uomo ben vestito, forse il padrone della locanda, si rivolge a un servitore con un gesto colloquiale, poggiandogli una mano sulla spalla e indicando col pollice dell'altra la destra, come a dirgli di affrettarsi a servire gli ospiti. Con tale gesto lega di fatto le due parti. L'uomo inginocchiato sta infatti pulendo i piatti davanti al camino col fuoco scoppiettante, dove un cagnetto sta leccando gli avanzi e un gatto riposa accucciato. Si tratta di uno spaccato di vita quotidiana veramente innovativo per l'epoca, che mai si trova, ad esempio, nelle composizioni "classiche" di Giotto e dei suoi seguaci più stretti. Alcuni hanno provato anche a spiegare la scena in termini simbolici ed esegetici, giungendo a possibili soluzioni, sebbene non conclusive. Ad esempio si è posto l'accento sulla luce che sprigiona il falò generando le ombre di tutta la scena (a partire da quella del vicino cagnolino e del gatto), che alluderebbe al sacrificio del fuoco dell'Antico Testamento, che si rinnova nell'eucaristia e nell'imminente crocifissione. Il cagnolino può ricordare un passo di san Bonaventura in cui si parla, a proposito della Cena del Signore, di coloro che sono esclusi dal banchetto eucaristico perché vogliono la carne reale dell'agnello sacrificale come i cani, a differenza di quelli che cercano la carne spirituale. Strano sarebbe però che il cane simboleggi i peccatori, mentre il vicino gatto niente. Inoltre appare forzata la lettura dell'asciugamano con cui si puliscono i piatti con gli scialli liturgici del sacrificio, anche perché gli stessi ricompaiono identici nella pala della Natività della Vergine a coprire i cesti delle vivande portate a sant'Anna: si tratta semplicemente di oggetti di uso comune tratti dalla quotidianità di allora. 
Un pezzo di virtuosistica bravura è anche la stanzetta in sé, con la cappa del camino scorciata obliquamente, nonché la presenza di mensole sulle quali il pittore creò delle piccole "nature morte", care al suo fare artistico. Le statue di putti con cornucopie sotto i pinnacoli del padiglione sono più vive che mai, secondo una tecnica bizzarra e fantasiosa che si ritrova anche in altre scene, in particolar modo nella Flagellazione.